# Laat Imbrium
| Maan-tijdschaal | Maan-tijdschaal | Maan-tijdschaal   |
| Periode         | Epoche          | Tijd geleden (Ma) |
| --------------- | --------------- | ----------------- |
| Copernicum      | Copernicum      | heden - 1100      |
| Eratosthenium   | Eratosthenium   | 1100 - 3200       |
| Imbrium         | Laat            | 3200 - 3800       |
| Imbrium         | Vroeg           | 3800 - 3850       |
| Nectarium       | Nectarium       | 3850 - 3920       |
| Prenectarium    | Bekken Groepen  | 3850 - 4150       |
| Prenectarium    | Crypticum       | 4150 - 4567       |

Het Laat Imbrium is een epoche/tijdvak uit de geologische tijdschaal van de Maan. Het Laat Imbrium duurde ongeveer van 3800 tot 3200 Ma geleden. Het volgt op het Vroeg Imbrium en wordt opgevolgd door het Eratosthenium.
Het grootste gedeelte van door astronauten teruggebrachte maanstenen komt uit het Laat Imbrium. Het Laat Imbrium valt gelijk met ongeveer driekwart van het eon Archeïcum uit de tijdschaal voor de Aarde.

## Ontstaan van de maanzeeën
In het Laat Imbrium vormden de meeste maanzeeën. Basaltische lava, gevormd door partieel smelten in de mantel van de Maan, stroomde over het maanoppervlakte. Meestal wordt aangenomen dat het partieel smelten van de maanmantel het gevolg was van inslagen, die de korst van de Maan verdunden. Doordat de korst dunner was kwam mantelmateriaal omhoog. Door de afgenomen druk in dit materiaal smolt het gedeeltelijk op. Een andere theorie is dat de dunnere korst voor een kleinere isolatie zorgde, waardoor de warmtestroom toenam en het bovenste deel van de mantel partieel smolt.